# 大寺駅
大寺駅（おおてらえき）は、島根県出雲市東林木町に位置する一畑電車北松江線の駅である。駅番号は6。
駅舎には出雲市立浜山中学校の美術部が制作した絵が飾られている。

## 歴史
- 1931年（昭和6年）2月1日：開業。
- 1979年（昭和54年）11月1日：無人駅化[1]。
- 2006年（平成18年）4月1日：一畑電気鉄道の持株会社移行に伴い、新設の一畑電車株式会社が鉄道事業を承継。

## 駅構造
松江方面に向かって左側に単式ホーム1面1線を有する地上駅（停留所）。無人駅である。出入口はホーム西寄りにある。

## 利用状況
1日平均の乗降人員は以下の通り。
| 年度   | 1日平均 乗車人員 | 1日平均 乗降人員 |
| ------ | ---------------- | ---------------- |
| 1999年 | 22               | 39               |
| 2000年 | 23               | 45               |
| 2001年 | 18               | 31               |
| 2002年 | 16               | 39               |
| 2003年 | 22               | 48               |
| 2004年 | 10               | 22               |
| 2005年 | 13               | 61               |
| 2006年 | 10               | 19               |
| 2007年 | 9                | 18               |
| 2008年 | 7                | 19               |
| 2009年 | 5                | 9                |
| 2010年 | 4                | 9                |
| 2011年 | 11               | 26               |
| 2012年 | 9                | 23               |
| 2013年 | 9                | 24               |
| 2014年 | 6                | 13               |
| 2015年 | 4                | 10               |
| 2016年 | 8                | 16               |
| 2017年 | 12               | 20               |
| 2018年 | 8                | 15               |
| 2019年 | 9                | 17               |
| 2020年 | 5                | 9                |
| 2021年 | 7                | 15               |

## 駅周辺
- 大寺薬師
- 都我利神社
- 前口東生活改善センター
- 湯屋谷生活改善センター
- 前口西ふれあい会館
- 国道431号

## 隣の駅
一畑電車
■北松江線
■特急「スーパーライナー」・■急行
通過
■普通
川跡駅（5） - 大寺駅（6） - 美談駅（7）